# Ibatia laciniata
Ibatia laciniata är en oleanderväxtart som först beskrevs av Eugène Pierre Nicolas Fournier, och fick sitt nu gällande namn av Morillo. Ibatia laciniata ingår i släktet Ibatia och familjen oleanderväxter. Inga underarter finns listade i Catalogue of Life.